# كاو بست
كاو بست (بالفارسية: گاوبست) (بالإنجليزية: Gav Bast)‏، قرية في ناحية صحراء باغ (بالفارسية: بخش صحراى باغ)، قسم عمادده الريفي، مقاطعة لارستان، محافظة فارس، إيران. يبلغ عدد سكانها حسب إحصاء عام 2006 ميلادية 358 نسمة في 69 عائلة.